# Roberto Gil (futbolista)
Roberto Gil Esteve (Paterna, Valencia, 30 de julio de 1938-5 de agosto de 2022) fue un futbolista y entrenador de fútbol español que desarrolló mayoritariamente su carrera deportiva en el Valencia Club de Fútbol, donde llegó a ser capitán.

## Biografía
Roberto Gil debutó con el primer equipo del Valencia CF en 1959 y allí permaneció hasta su retirada a mediados de la campaña 1970-71, Durante toda la década de los 60 compartió equipo con otras leyendas de la historia del Valencia como Manolo Mestre, Paquito García, Abelardo González, Waldo Machado o Vicente Guillot.
A lo largo de su carrera, contribuyó a la obtención de dos títulos de Copa de Ferias, una copa y una liga para el Valencia CF. En 1966 marcó uno de los pocos goles que se recuerdan en la Liga española de cabezazo desde fuera del área de la portería. 
Pero quizás el momento más célebre que la afición recuerda de él fue cuando como capitán levantó sobriamente y conforme a su estilo el trofeo de la Copa de 1967 en el palco del Santiago Bernabéu tras vencer al Athletic Club por 1-2, goles de Jara y Paquito.

## Trayectoria

### Clubes futbolista
| Club               | País   | Año       |
| ------------------ | ------ | --------- |
| Valencia CF        | España | 1959-1971 |
| Calvo Sotelo C. F. | España | 1971      |

### Títulos nacionales
| Título       | Club        | País   | Año  |
| ------------ | ----------- | ------ | ---- |
| Copa del Rey | Valencia CF | España | 1967 |
| Liga         | Valencia CF | España | 1971 |

### Títulos internacionales
| Título         | Club        | País   | Año  |
| -------------- | ----------- | ------ | ---- |
| Copa de Ferias | Valencia CF | España | 1962 |
| Copa de Ferias | Valencia CF | España | 1963 |

### Entrenador
| Club         | País   | Año       |
| ------------ | ------ | --------- |
| Levante UD   | España | 1981-1982 |
| Valencia CF  | España | 1984-1985 |
| CD Castellón | España | 1986      |
| Valencia CF  | España | 1988      |
| CD Castellón | España | 1996      |